# Point chaud des Galápagos
 (mars 2010).
Pour les articles homonymes, voir Galápagos (homonymie).

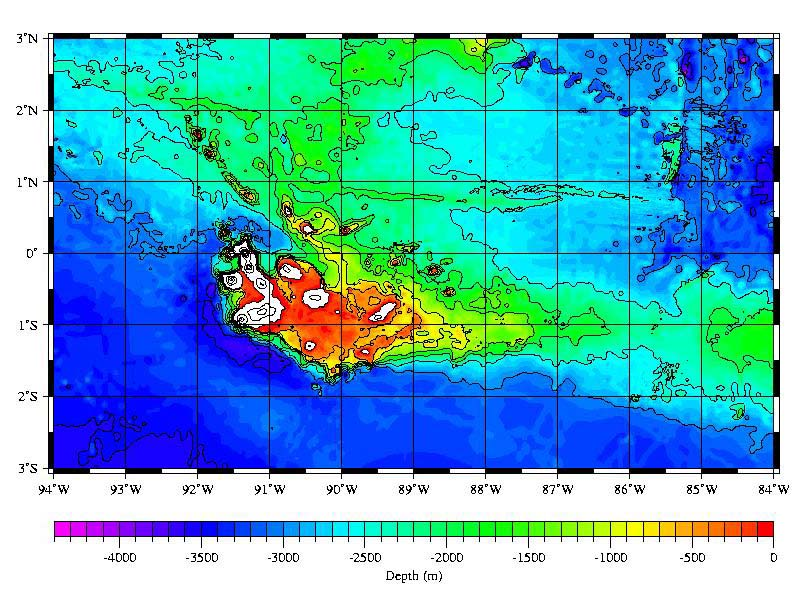
Carte bathymétrique des îles Galápagos.

Le point chaud des Galápagos est un point chaud volcanique situé dans l'océan Pacifique, au large de l'Amérique du Sud et responsable de la création de l'archipel des îles Galápagos. 

## Description
Situé sous la plaque de Nazca, il est fixe tandis que cette dernière se déplace vers l'est, contribuant à créer le chapelet d'îles que constitue l'archipel des îles Galápagos.
| Nom               | Dernière éruption |
| ----------------- | ----------------- |
| Île Genovesa      | Inconnue          |
| Île San Cristóbal | Inconnue          |
| Île Santa Cruz    | Inconnue          |
| Île Darwin        | Éteint            |
| Île Floreana      | Éteint            |
| Île Wolf          | Éteint            |
| Ecuador           | 1150              |
| Darwin            | 1813              |
| Île Santiago      | 1906              |
| Île Pinta         | 1928              |
| Wolf              | 2022              |
| Île Marchena      | 1991              |
| Alcedo            | 1993              |
| Cerro Azul        | 2008              |
| La Cumbre         | 2009              |
| Sierra Negra      | 2005              |

## Référence
- (en) Cet article est partiellement ou en totalité issu de l’article de Wikipédia en anglais intitulé « Galápagos hotspot » (voir la liste des auteurs).